# Secrets of the Titanic
Secrets of the Titanic é um documentário filmado durante os anos de 1985, 1986 e 1987. Produzido pela National Geographic Society, é um vídeo exclusivo da National Geographic, narrado pelo ator Martin Sheen, escrito e produzido por Nicolas Noxon consistindo de fotografias históricas e filmagens do transatlântico sendo construído e lançado, a descoberta e exploração pelo Dr. Robert Ballard, e um olhar dentro dos destroços do RMS Titanic, além da história dos passageiros e teorias sobre o naufrágio.

## História
Na época, o jovem explorador marinho Bob Ballard desenvolve a tecnologia e ganha o patrocínio da marinha americana para a expedição. A data é 1º de setembro de 1985, a busca dura 56 dias quando  a câmera do Argo mostra os destroços, e então um das gigantescas caldeiras do Titanic. O filme segue Ballard em sua exploração durante o ano seguinte, juntamente com Martin Bowen, o piloto do robô subaquático, ROV Jason Jr., que foi montado em uma "garagem" na frente do DSV Alvin.